# Cyril Beach
Cyril Howard Beach (* 28. März 1909 in Nuneaton; † 1980) war ein englischer Fußballspieler, der zwischen 1929 und 1932 für Charlton Athletic und den AFC Sunderland zu insgesamt 32 Einsätzen in der Football League kam.

## Karriere
Beach kam im August 1928 von Hounslow Town als Amateur zu Charlton Athletic in die Football League Third Division South. Dort kam er aber zunächst fast ausschließlich im Reserveteam zum Einsatz und spiele sowohl beim Aufstieg des Klubs in die Second Division 1929, als auch in der folgenden Zweitligaspielzeit 1929/30 keine Rolle. Nachdem er bereits im März 1929 einen Profivertrag erhalten hatte, absolvierte er zwischen 1930 und 1932 als rechter Außenläufer und auf den Halbstürmerpositionen unter dem schottischen Trainer Sandy MacFarlane als Ergänzungsspieler insgesamt 26 Ligapartien und erzielte dabei vier Tore. Im September 1932 wechselte er zum Erstligisten AFC Sunderland und kam für diesen im Oktober 1932 zu seinen drei einzigen Einsätzen, bevor seine Profilaufbahn im Sommer 1933 endete. Eine letzte Spur von Beach findet sich im Januar 1936 als Spieler einer Werksmannschaft namens Hayesco FC in Middlesex.